# Luis Bernardo Honwana
Luis Bernardo Honwana (ur. 1942 w Lourenço Marques) – mozambicki pisarz, dziennikarz i działacz polityczny.
Pochodzi z ludu Ronga. Dłuższy czas przebywał w Portugalii, gdzie studiował prawo oraz pracował jako dziennikarz.  Od 1975 roku kierował biurem prezydenta Samory Machela, w 1981 został ministrem kultury. W latach 1987–1991 był członkiem zarządu UNESCO oraz przewodniczącym Międzynarodowego Komitetu UNESCO ds. Rozwoju i Kultury. Od 1995 roku kierował UNESCO w Południowej Afryce, działalność w tej organizacji zakończył w 2002 roku.
W 1964 roku ukazał się jego zbiór opowiadań Nós Matámos o Cão-Tinhoso, w 1969 roku przetłumaczony na angielski jako We Killed Mangy Dog and Other Stories (Zabiliśmy parszywego psa). Opowiadania, opisujące, częściowo z punktu widzenia dziecka, realia kolonialnego i uzyskującego niepodległość Mozambiku, uważane są za istotny element literatury tego państwa.